# Каденабија
Каденабија је насеље у Италији у округу Комо, региону Ломбардија.
Према процени из 2011. у насељу је живело 1012 становника. Насеље се налази на надморској висини од 198 м.

## Партнерски градови
- Бад Хонеф